# Ireneo Hermosilla
Ireneo Hermosilla – piłkarz paragwajski, pomocnik.
Jako piłkarz klubu Club Libertad wziął udział w turnieju Copa América 1953, gdzie Paragwaj zdobył tytuł mistrza Ameryki Południowej. Hermosilla zagrał we wszystkich siedmiu meczach – z Chile, Ekwadorem, Peru, Urugwajem, Boliwią, Brazylią oraz w decydującym o mistrzostwie barażu z Brazylią.
Wziął też udział w turnieju Copa América 1956, gdzie Paragwaj zajął piąte miejsce. Hermosilla zagrał w czterech meczach – z Urugwajem, Brazylią, Argentyną i Peru (wszedł na boisko za Eligio Echagüe).